# تادامالای
تادامالای (به لاتین: Taddamalai) یک منطقهٔ مسکونی در سری‌لانکا است که در استان شمالی (سری‌لانکا) واقع شده‌است.